# كدنة
كدنا قرية فلسطينية احتلت عام 1948 وتقع إلى الشمال الغربي من مدينة الخليل، وتبعد عنها 25 كم، وترتفع 250 متراًعن سطح البحر. يبلغ مساحة اراضيها 15477 دنماً، وتحيط بها اراضي قرية دير نخاس، وبيت جبرين ورعنا ودير الدبان وعجور. قدر عدد سكانها عام 1922 بحوالي (281) نسمه، وفي عام 1945 (450) نسمة. تعتير القرية ذات موقع أثري حيث تحتوي على خربة الخلف وخربة البرناطة والمسيجد وتل الجديد وقرية الجديدة وأم البصل وعلما. وقامت المنظمات الصهيونية المسلحة بهدم القرية وتشريد سكانها البالغ عددهم عالم 1948 (522) نسمة، وكان ذلك في 23/10/1948. ويبلغ مجموع اللاجئين من هذه القرية عام 1988 حوالي (3013) لاجئ. ثم أقيمت على أراضيها مستعمرة (بيت نير) عام 1955، وقبلها أقيمت مستعمرة (بغيت) على اراضي القرية، ولكن لم تزدهر.

## ملكية الأرض
يمتلك الفلسطينيين من ملكية الأراضي مساحة قدرها 11,607 دونم، أما بالنسبة للصهاينة لا يملكون شيئا "0" دونم، أما بالنسبة للمشاع فهي من مجمل المساحة 4,137 دونم، أما مجموع الأراضي الفلسطينية فيبلغ 15,744 دونم.

## التاريخ
كانت تعرف القرية في عهد الصليبيين باسم كدنا (بكسر الكاف)، وكانت القرية تضم بقايا حصن أو قلعة، وكهوف سكنها الفلسطينيون قديماً، وقد بقيت قلة من هذه الآثار ماثلة في القرية حتى احتلالها.
خلال الفترة العثمانية أحد علماء الكتاب المقدس ويدعى إدوارد روبنسون مر على القرية عام 1838 ولاحظ أن كدنا قرية صغيرة يوجد فيها بقايا الكثير من آثار المباني القديمة.
في أواخر القرن التاسع عشر وصفت كدنا على أنها تقع على هضبة محاطة بشجر الزيتون وأن جدران القلعة الصليبية كانت تخرج من منتصف القرية.
عندما نفذت العصابات الصهيونية عملية يواف تصدى لهم بعض المتطوعين من جيش التحرير العربي وبعض أعضاء من الاخوان المسلمين وبعض رجال البلدة لكن القرية أصبحت فارغة بعدما سيطرت العصابات الصهيونية عليها، وهرب معظم سكانها باتجاه الشرق

## التعداد السكاني
عام 1922 بلغ عدد السكان 281 نسمة، وفي عام 1931 كان عدد السكان 353 نسمة وفي عام 1945 كان عدد السكان 450 نسمة، وفي عام 1948 كان عدد السكان 522 نسمة وفي عام 1998 يقدر عدد اللاجئين 3,206 نسمة. وفي عام 2014 يقدر عدد اللاجئين 5,061 نسمة في المنافي والضفة الغربية.
من قُرى لواء قيس في منطقة الخليل عليه السلام KIDNA
أسماء عائلات المنطقة قبل التهجير:
العليان
الشدفان
الحسني
أبو حلوة
الخليل
الطوافشه
المصري
العواد
شتات
المغربي
أبو عريش
قريش
الشمايله
المسلّمي

## القرية قبل الاغتصاب
كانت القرية تقع على المنحدرات السفلى لجبال الخليل. وكانت طريق فرعية تصلها ببيت جبرين (4 كلم جنوباً)، ثم تمتد منها إلى الخليل فبيت لحم فالفالوجة. وكانت طرق فرعية مماثلة وأُخرى ترابية تصلها بقرى المنطقة. وقدعُرفت كدنا أيام الصليبيين باسم كِدنا (Kidna). في أواخر القرن التاسع عشر، كانت كدنا قرية صغيرة واقعة على تل منخفض، ومحاطة بأشجار الزيتون. وكانت أسوار قلعة صليبية ترتفع وسط القرية. كان سكان كدنا، وهم من المسلمين، قد بنوا منازلهم على جانبي الطريق الممتدة بين بيت جبرين ودير الدبان، وكانت هذه الطريق تخترق القرية من الشمال إلى الجنوب مشكّلة الشارع الرئيسي فيها. وقد أُنشئت زمن الانتداب منازل جديدة على جانبي هذا الشارع، وامتدت شمالاً. كان سكان القرية يستمدون مياه الشرب من بئر تقع في طرف القرية الشرقي. وكانت أراضيها الزراعية - الواقع معظمها في الجانب الغربي- تزرع حبوباً، وخضروات، وفاكهة كالتين، وأشجاراً مثمرة كالزيتون. وكانت الزراعة بعلية. في 1944/1945، كان ما مجموعه 6505 من الدونمات مخصصاً للحبوب، و825 دونماً مروياً أو مستخدماً للبساتين. أما الأراضي المجاورة غير المزروعة، بمافيها من شجيرات وحشائش برية، فكانت تُستخدم مرعى للماعز والأغنام التي يربيها سكانالقرية. وقد احتوى أحد مواقع كدنا الأثرية على بقايا قلعة، وأُسس أبنية دارسة، وكهوف كانت آهلة، وصهاريج مياه. وثمة نحو ستة خرب في الجوار.

## احتلال القرية وتطهيرها عرقياً
احتلت كدنا في الظروف نفسها التي احتلت عجور فيها، في سياق عملية يواف. وكان لواء غيفعاتي التابع للجيش الصهيوني هو الذي احتلها. وتتفق مصادر عدة على أن القرية سقطت في 22-23 تشرين الأول أكتوبر 1948. ويذكر المؤرخ الصهيوني بِني موريس أن من تخلف من السكان طُردوا مثلما حدث لغيرهم من سكان القرى التي سقطت في تلك العملية.

## القرية اليوم
تحولت القرية إلى حطام، وسويت بالأرض حتى اكتست بالنباتات البرية، وفي وسع المرء ان يرى الحجارة التي بنيت بها الجدران المحيطة بحدائق المنازل. وينبت نبات الصبار وأشجار الخروب والزيتون في الموقع، كما تنموأشجار السرو إلى الجنوب منه. والمنطقة مسيجة بأكملها، ويستعملها المزارعون الصهاينة مرعى للمواشي.

## الآثار
إعترفت أكثر من 14 حضارة ولغة بمنطقة كِدنا KIDNA على مدى التاريخ لتبلغ طلائع الترتيب للأسماء الحضارية
KIDNA كِدنا، بكسر الكاف: تسمية إغريقية وبولندية بمعنى الثقافة والتراث الوطني، أما في اللغة البوسنيه: فتعني (كلوي) الشكل، وبلغة الكوروتيان ذكرت بنفس المعنى (كلوي) ، وفي الهندية جائت لنفس المعنى اليوناني (خطف) ، وفي اللغة الكورمنديشيه أو الكردية (أطفال) ، وأيدت معنى (الطفل) لغة المالاجاسي أيضاً، وفي اللغة الصربية لها معنى (كلوي) ، وعند التاميل تعني (تكريم) ، وفي اللغة التليوجيه (كلوي) ، وفي الأوردو تعني (الرقص) ، وفي الأوزبكيه تعني (المحاولة) ، ويكمن السرّ العظيم في مفهوم الاسم لدى اللغة السواحيليه والتي تعتبره (الحمض النووي DNA) قبل اكتشاف الحمض النووي بآلآف السنين!
المعلومة الواردة حق إلكتروني محفوظ للكاتب مع التقدير 2019
يوجد بها اثار عديدة كالمقامات – مقام أبو ربيع وأبو قريش وأبو عليان والمسجد العمري نسبة لعمرو أبن العاص قائد معركة أجنادين التي يعتقد انها وقعت على أراضي كدنا، وبها بعض الخرب مثل خربة الشاه وخربة أبو الدرج وخربة الخلف.